# 2e législature de l'Ontario
La 2e législature de l'Ontario a été en session du 21 mars 1871 au 23 décembre 1874, juste avant l'élection générale ontarienne de 1875. Le parti majoritaire était le Parti libéral de l'Ontario dirigé par Edward Blake, Oliver Mowat le remplaçant comme premier ministre en octobre 1872. Une loi fut passée en 1872 qui interdit à un député de siéger à l'Assemblée législative tout en siégeant à la Chambre des communes, ce que l'on appelle un « double mandat ». Il y a eu 88 députés dans la 2e législature.

## Liste des députés
| Circonscription               | Député                           | Parti                |
| ----------------------------- | -------------------------------- | -------------------- |
| Addington                     | Hammel Madden Deroche            | Libéral              |
| Algoma                        | Frederick William Cumberland     | Conservateur         |
| Bothwell                      | Archibald McKellar (en)          | Libéral              |
| Brant-Nord                    | Hugh Finlayson                   | Libéral              |
| Brant-Sud                     | Edmund Burke Wood                | Conservateur         |
| Brant-Sud                     | Arthur Sturgis Hardy (1873)      | Libéral              |
| Brockville et Elizabethtown   | William Fitzsimmons              | Conservateur         |
| Bruce Nord                    | Donald Sinclair                  | Libéral              |
| Bruce Sud                     | Edward Blake                     | Libéral              |
| Bruce Sud                     | Rupert Mearse Wells (1872)       | Libéral              |
| Cardwell                      | George McManus                   | Conservateur-Libéral |
| Carleton                      | George William Monk              | Conservateur         |
| Cornwall                      | John Sandfield Macdonald         | Conservateur         |
| Cornwall                      | John Goodall Snetsinger (1872)   | Libéral              |
| Dundas                        | Simon S. Cook                    | Libéral              |
| Durham-Est                    | Arthur Trefusis Heneage Williams | Conservateur         |
| Durham-Ouest                  | Edward Blake                     | Libéral              |
| Durham-Ouest                  | John McLeod (1872)               | Libéral              |
| Elgin-Est                     | John Henry Wilson                | Libéral              |
| Elgin-Ouest                   | Thomas Hodgins                   | Libéral              |
| Essex                         | Albert Prince                    | Libéral              |
| Frontenac                     | Delino Dexter Calvin             | Conservateur         |
| Glengarry                     | James Craig                      | Conservateur         |
| Grenville-Sud                 | Mcneil Clarke                    | Conservateur         |
| Grenville-Sud                 | Christopher Finlay Fraser (1872) | Libéral              |
| Grey-Nord                     | Thomas Scott                     | Conservateur         |
| Grey-Sud                      | Abram William Lauder             | Conservateur         |
| Haldimand                     | Jacob Baxter                     | Libéral              |
| Halton                        | William Barber                   | Libéral              |
| Hamilton                      | James Miller Williams            | Libéral              |
| Hastings-Est                  | Henry Corby                      | Conservateur         |
| Hastings-Nord                 | George Henry Boulter             | Conservateur         |
| Hastings-Ouest                | Ketchum Graham                   | Conservateur         |
| Huron-Nord                    | Thomas Gibson                    | Libéral              |
| Huron Sud                     | Robert Gibbons                   | Libéral              |
| Huron Sud                     | Archibald Bishop (1873)          | Libéral              |
| Kent                          | James Dawson                     | Libéral              |
| Kingston                      | William Robinson                 | Conservateur         |
| Lambton                       | Timothy Blair Pardee             | Libéral              |
| Lanark-Nord                   | Daniel Galbraith                 | Libéral              |
| Lanark-Nord                   | William Clyde Caldwell (1872)    | Libéral              |
| Lanark-Sud                    | Abraham Code                     | Conservateur         |
| Leeds-Nord and Grenville-Nord | Henry Merrick                    | Conservateur         |
| Leeds-Sud                     | Herbert Stone MacDonald          | Conservateur         |
| Leeds-Sud                     | John Godkin Giles (1873)         | Conservateur         |
| Lennox                        | John Thomas Grange               | Conservateur         |
| Lincoln                       | John Charles Rykert              | Conservateur         |
| London                        | John Carling                     | Conservateur         |
| London                        | William Ralph Meredith (1872)    | Conservateur         |
| Middlesex-Est                 | Richard Tooley                   | Conservateur         |
| Middlesex-Nord                | James Sinclair Smith             | Libéral              |
| Middlesex-Ouest               | Alexander Mackenzie              | Libéral              |
| Middlesex-Ouest               | John Watterworth (1872)          | Libéral              |
| Monck                         | Lachlin McCallum                 | Conservateur         |
| Monck                         | Henry Ryan Haney (1872)          | Libéral              |
| Niagara                       | Stephen Richards                 | Conservateur         |
| Norfolk-Nord                  | John Fitzgerald Clarke           | Libéral              |
| Norfolk-Sud                   | Simpson McCall                   | Libéral              |
| Northumberland-Est            | William Wilson Webb              | Libéral              |
| Northumberland-Ouest          | Alexander Fraser                 | Libéral              |
| Northumberland-Ouest          | Charles Gifford (1872)           | Conservateur         |
| Ontario-Nord                  | Thomas Paxton                    | Libéral              |
| Ontario-Sud                   | Abram Farewell                   | Libéral              |
| Ottawa                        | Richard William Scott            | Libéral              |
| Ottawa                        | Daniel John O'Donoghue (1874)    | Labour/Libéral       |
| Oxford-Nord                   | George Perry                     | Libéral              |
| Oxford-Nord                   | Oliver Mowat (1872)              | Libéral              |
| Oxford-Sud                    | Adam Oliver                      | Libéral              |
| Peel                          | John Coyne                       | Conservateur         |
| Peel                          | Kenneth Chisholm (1873)          | Libéral              |
| Perth-Nord                    | Andrew Monteith                  | Conservateur         |
| Perth-Nord                    | Thomas Mayne Daly (1874)         | Conservateur         |
| Perth-Sud                     | Thomas B. Guest                  | Conservateur         |
| Peterborough-Est              | George Read                      | Conservateur         |
| Peterborough-Ouest            | Thomas McCulloch Fairbairn       | Libéral              |
| Peterborough-Ouest            | William Hepburn Scott (1874)     | Conservateur         |
| Prescott                      | George Wellesley Hamilton        | Conservateur         |
| Prince Edward                 | James Simeon McCuaig             | Conservateur         |
| Prince Edward                 | Gideon Striker                   | Libéral              |
| Renfrew-Nord                  | Thomas Deacon                    | Conservateur         |
| Renfrew-Sud                   | Eric Harrington                  | Conservateur         |
| Russell                       | William Craig                    | Conservateur         |
| Simcoe-Nord                   | William Davis Ardagh             | Conservateur         |
| Simcoe-Sud                    | Thomas Roberts Ferguson          | Conservateur         |
| Simcoe-Sud                    | D'Arcy Edward Boulton (1873)     | Conservateur         |
| Stormont                      | William Colquhoun                | Conservateur         |
| Stormont                      | James Bethune (1872)             | Libéral              |
| Toronto-Est                   | Matthew Crooks Cameron           | Conservateur         |
| Toronto-Ouest                 | Adam Crooks                      | Libéral              |
| Victoria-Nord                 | Duncan McRae                     | Conservateur         |
| Victoria-Sud                  | Samuel Casey Wood                | Libéral              |
| Waterloo-Nord                 | Moses Springer                   | Libéral              |
| Waterloo-Sud                  | Isaac Clemens                    | Libéral              |
| Welland                       | James George Currie              | Libéral              |
| Wellington-Centre             | Charles Clarke                   | Libéral              |
| Wellington-Nord               | Robert McKim                     | Libéral              |
| Wellington-Nord               | John McGowan (1874)              | Conservateur         |
| Wellington-Sud                | Peter Gow                        | Libéral              |
| Wentworth-Nord                | Robert Christie                  | Libéral              |
| Wentworth-Sud                 | William Sexton                   | Libéral              |
| York-Est                      | Hugh Powell Crosby               | Libéral              |
| York-Nord                     | Alfred Boultbee                  | Conservateur         |
| York-Ouest                    | Peter Patterson                  | Libéral              |